# Louis Ier Chabot
 (avril 2019).
Si vous disposez d'ouvrages ou d'articles de référence ou si vous connaissez des sites web de qualité traitant du thème abordé ici, merci de compléter l'article en donnant les références utiles à sa vérifiabilité et en les liant à la section « Notes et références ».
Pour les autres membres de la famille, voir Famille Chabot.
Louis Ier Chabot naît vers 1370. Il est fils de Thibaud IX Chabot, seigneur de La Grève, et d'Amicie de Maure, fille de Jean IV de Maure et d'Aliette de Rochefort, dame de Quéhillac (à Bouvron).
Il succède à son père comme seigneur de La Grève, du Petit-Château de Vouvant et de Chantemerle.
Son mariage en 1404 avec Marie de Craon, veuve de Maurice Mauvinet et fille de Guillaume II de Craon, lui apporte en dot les quatre quints de la seigneurie de Jarnac, et Moncontour, Marnes, Montsoreau, Co(u)lombiers (Villandry), Savonnières, Précigny, Verneuil, Ferrière-Larçon et Ferrière(s).
Il meurt en 1422, laissant quatre enfants :
- Thibaud X Chabot de La Grève (1400-1429 à la bataille de Patay), qui continuera les seigneurs de La Grève, du Grand-Pressigny et Ferrière-Larçon, de Villandry/Coulombiers, de Montsoreau et Moncontour par son union en 1422 avec Brunissende d'Argenton, fille de Guillaume et de Jeanne de Naillac ; leurs enfants sont :
  - Louis II Chabot de La Grève, † 1486, baron de Précigny qu'il vend vers 1454 à Bertrand de Beauvau ;
  - Jeanne Chabot de Montsoreau, x Jean II de Chambes  d'où : 
    - Jean III de Chambes et la suite des Chambes de Montsoreau,
    - Hélène de Chambes dame d'Argenton, x Philippe de Comynes, le célèbre chroniqueur,
    - Nicole/Colette de Chambes, x 1465 Louis d'Amboise de Thouars ; maîtresse de Charles de Guyenne,
    - Marie de Chambes, x Jean IV d'Astarac,
    - et Jeanne de Chambes, x Jean de Polignac de Randan ;

  - et Catherine Chabot de Moncontour, x Charles II de Châtillon-Porcéan, d'où la suite des sires d'Argenton-Château et Moncontour ;
- Renaud Chabot, qui continuera la branche des seigneurs Chabot de Jarnac, et qui fera édifier à grands frais, à partir de 1467, sous Louis XI, le nouveau château de Jarnac. Son fils puîné Jacques Chabot est le père de l'amiral de Brion ;
- Jean
- et Anne, qui sont morts sans postérité.